# دفتر خاطرات زن خدمتکار
دفتر خاطرات زن خدمتکار یا روزنگار پیشخدمت زن (به فرانسوی: Le Journal d'une femme de chambre) مهم‌ترین اثر اکتاو میربو نویسندهٔ فرانسوی است که در سال ۱۹۰۰ به رشتهٔ تحریر در آمد.